# Alliance (Firefly)

Drapeau de l'Alliance, comme vu dans l'épisode L'Attaque du train.

Pour les articles homonymes, voir Alliance.
L’Alliance est un « supergouvernement corporatiste » de fiction, un puissant gouvernement autoritaire contrôlant l'ensemble des planètes et lunes dans la franchise Firefly.

## Conception
Shawna Trpcic, costumière en chef de la série télévisée, a choisi des gris et des bleus froids pour les costumes des membres de l'Alliance, par contraste avec les rouges des personnages principaux. Elle avait d'abord en tête l'Allemagne nazie comme inspiration pour les uniformes, mais a mélangé avec d'autres guerres, ses premiers croquis étant « trop nazis ». Finalement, les uniformes des soldats de l'Alliance sont ceux du film de 1997 Starship Troopers,.

### Note
1. ↑  Whedon : « C'était parce que nous avions loué les costumes aux gens de Starship Troopers… Une fois de plus, pas d'argent »